# 艾萨克·麦克哈迪
艾萨克·麦克哈迪（英語：Isaac McHardie，1997年7月6日—），生于哈密尔顿，新西兰男子帆船运动员，2023年欧洲锦标赛男子49人级铜牌得主、2024年夏季奥林匹克运动会男子49人级银牌得主。